# كريستي ريان
كريستي ريان (بالإنجليزية: Christy Ryan)‏ هو لاعب كرة القدم الغالية أيرلندي، ولد في 18 أغسطس 1957 في كورك في جمهورية أيرلندا.